# Mehmet Mehmet
Mehmet Mehmet, född 23 december 1985 i Gabrovo i Bulgarien, är en svensk fotbollsspelare som spelar som mittfältare för Etar 1924 i A PFG.
Mehmets moderklubb är Arvidstorps IK. Han spelade för Falkenbergs FF:s ungdomslag fram till 2001 då han lämnade för Halmstads BK:s juniorlag. Han återvände dock till Falkenberg efter endast ett år i Halmstad.
Det blev ett par säsonger i Falkenbergs seniorlag för Mehmet innan han inför säsongen 2006 skrev på ett 3-årskontrakt med Varbergs BoIS. Inför säsongen 2009 bytte han upp sig från division 2 till division 1 och spel för IK Sleipner. Under transferfönstret sommaren 2010 valde Mehmet att lämna Sleipner för spel i isländska UMF Njarðvíkur. Han debuterade för klubben den 7 augusti i en 1–2 förlust mot KA.
Efter en säsong på Island återvände Mehmet till Sverige för spel i IF Sylvia. Klubben stängde i september 2012 av honom för disciplinära skäl. I januari 2013 blev han klar för den bulgariska klubben Etar 1924.
Mehmet har även spelat ett antal pojklandskamper.
Mehmet Mehmet avslutade sin professionella fotbollskarriär år 2014 och studerar numera medicin på heltid i Riga, Lettland. Vid sidan om studierna deltar han i universitets fotbollslag, där han rosats och fått stor positiv uppmärksamhet från fakulteten.